# ۱۹۳۵

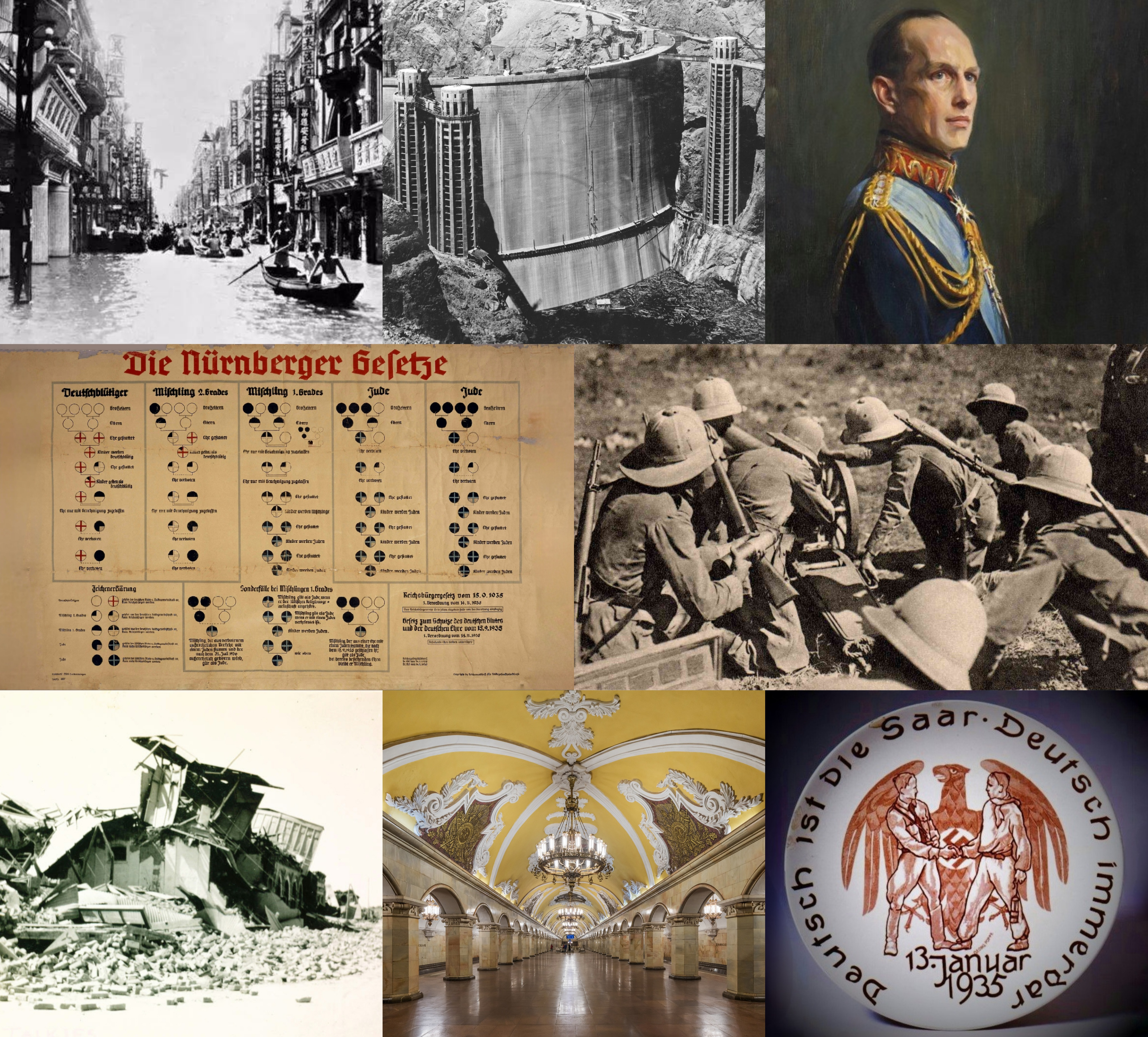

## زادروزها
- ۳۰ ژانویه: ریچارد گری براتیگان نویسنده و شاعر پست مدرن معاصر آمریکایی.
- ۸ ژانویه: الویس آرون پریسلی در توپلوو (در آمریکا) متولد شد و با نام شاه راک ان رول شناخته می‌شود. وی خواننده و بازیگر بود.
- ۱ دسامبر - وودی آلن: کمدین، بازیگر، کارگردان و نویسنده آمریکایی.
- ۱۶ فوریه – سونی بونو، بازیگر، خواننده، و سیاست‌مدار آمریکایی (د. ۱۹۹۸)
- ۱۷ فوریه – کریستینا پیکلز، بازیگر آمریکایی
- ۲۷ فوریه – میرلا فرنی، خواننده ایتالیایی
- ۱ مارس – رابرت کونراد، بازیگر و خواننده آمریکایی
- ۴ مارس – بنت لارسن، بازیکن شطرنج و نویسنده دانمارکی (د. ۲۰۱۰)
- ۲۲ مارس – ام امت والش، بازیگر آمریکایی
- ۲۴ مارس – پتر بیکسل، ژورنالیست و نویسنده سوئیسی
- ۴ آوریل – گری سیک، استاد دانشگاه آمریکایی
- ۱۹ آوریل – دادلی مور، بازیگر و کمدین بریتانیایی (د. ۲۰۰۲)
- ۲۵ آوریل – آپریل اشلی، مدل بریتانیایی
- ۲ مه – لنس لگو، بازیگر آمریکایی (د. ۲۰۱۲)
- ۳۰ مه – روتا لی، بازیگر کانادایی
- ۲۱ ژوئن – فرانسواز ساگان، نویسنده فرانسوی (د. ۲۰۰۴)
- ۲۸ ژوئن – جان اینمن، بازیگر بریتانیایی (د. ۲۰۰۷)
- ۸ ژوئیه – ویتالی سواستیانوف، مهندس، فضانورد، و سیاست‌مدار اهل شوروی (د. ۲۰۱۰)
- ۲۲ اوت – آنی پرولکس، نویسنده و فیلمنامه‌نویس آمریکایی
- ۲۶ اوت – جرالدینه فرارو، سیاست‌مدار، وکیل، و دیپلمات آمریکایی (د. ۲۰۱۱)
- ۳۰ اوت – جان فیلیپس (نوازنده)، گیتاریست، خواننده، و آهنگساز آمریکایی (د. ۲۰۰۱)
- ۲۹ سپتامبر – جری لی لوئیس، خواننده، پیانیست، و آهنگساز آمریکایی
- ۱۲ اکتبر – لوچیانو پاواروتی، بازیگر، خواننده، و خواننده اپرا ایتالیایی (د. ۲۰۰۷)
- ۱۸ اکتبر – پیتر بویل، افسر و بازیگر آمریکایی (د. ۲۰۰۶)
- ۲۰ اکتبر – جری اورباک، بازیگر آمریکایی (د. ۲۰۰۴)
- ۲۹ اکتبر – ایسائو تاکاهاتا، کارگردان ژاپنی
- ۳۱ اکتبر – رونالد گراهام، ریاضی‌دان آمریکایی
- ۱ نوامبر – ادوارد سعید، نویسنده آمریکایی (د. ۲۰۰۳)
- ۱۴ نوامبر – ملک حسین، سیاست‌مدار اردنی (د. ۱۹۹۹)
- ۲۱ نوامبر – فیروز (خواننده)، بازیگر و خواننده لبنانی
- ۲۴ نوامبر – سلیم خان (بازیگر هندی)، بازیگر و فیلمنامه‌نویس هندی
- ۲۴ دسامبر – دهر مندرا، بازیگر و سیاست‌مدار هندی
- ۳۱ دسامبر – ملک سلمان بن عبدالعزیز آل سعود، هفتمین پادشاه عربستان سعودی و بیستمین فرمانروا از خاندان آل سعود

## درگذشتگان
- ۱۹ مه - توماس لورنس: سیاستمدار و نظامی انگلیسی.
- ۲۰ نوامبر -عزالدین قسام: فعال سیاسی عرب.
- ۸ فوریه – ماکس لیبرمان، نقاش آلمانی (ز. ۱۸۴۷)
- ۲۲ مارس – الکساندر مویسیو، بازیگر اتریشی (ز. ۱۸۷۹)
- ۶ آوریل – ادوین آرلینگتون رابینسون، شاعر آمریکایی (ز. ۱۸۶۹)
- ۱۴ آوریل – امی نوتر، ریاضی‌دان آلمانی (ز. ۱۸۸۲)
- ۴ مه – جونیور دورکین، بازیگر آمریکایی (ز. ۱۹۱۵)
- ۱۲ مه – یوزف پیلسودسکی، سیاست‌مدار لهستانی (ز. ۱۸۶۷)
- ۱۷ مه – پل دوکا، طراح رقص، موسیقی‌دان، و آهنگساز فرانسوی (ز. ۱۸۶۵)
- ۲۱ مه – جین آدامز، ژورنالیست، نویسنده، و فیلسوف آمریکایی (ز. ۱۸۶۰)
- ۲۹ مه – یوزف سوک، آهنگساز اهل جمهوری چک (ز. ۱۸۷۴)
- ۱۲ ژوئیه – آلفرد دریفوس، سرباز فرانسوی (ز. ۱۸۵۹)
- ۲۵ اوت – مک سوین، بازیگر آمریکایی (ز. ۱۸۷۶)
- ۲۷ اوت – چایلد هاسم، نقاش آمریکایی (ز. ۱۸۵۹)
- ۱۰ سپتامبر – هوی پی. لانگ، سیاست‌مدار و وکیل آمریکایی (ز. ۱۸۹۳)
- ۲۰ اکتبر – آرتور هندرسون، سیاست‌مدار بریتانیایی (ز. ۱۸۶۳)
- ۱۳ دسامبر – ویکتور گرینیارد، شیمی‌دان فرانسوی (ز. ۱۸۷۱)
- ۱۶ دسامبر – تلما تود، بازیگر آمریکایی (ز. ۱۹۰۶)